# Kanton Laurière

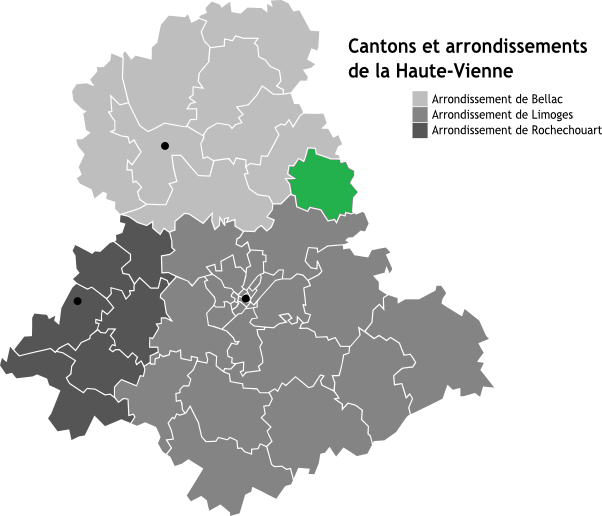
Lage auf der Karte des Arrondissements Haute-Vienne

Der Kanton Laurière war bis 2015 ein französischer Wahlkreis im Arrondissement Limoges, im Département Haute-Vienne und in der Region Limousin; sein Hauptort war Laurière. Vertreter im Generalrat des Départements war zuletzt von 2008 bis 2015 Christian Trentalaud (PCF).
Der sechs Gemeinden umfassende Kanton Laurière war 134,88 km² groß und hatte 3453 Einwohner (Stand: 2012).

## Gemeinden
| Gemeinde                  | Einwohner Jahr | Fläche km² | Bevölkerungsdichte | Code INSEE | Postleitzahl |
| ------------------------- | -------------- | ---------- | ------------------ | ---------- | ------------ |
| Bersac-sur-Rivalier       | 605 (2013)     | 32,54      | 19 Einw./km²       | 87013      | 87370        |
| Jabreilles-les-Bordes     | 258 (2013)     | 19,05      | 14 Einw./km²       | 87076      | 87370        |
| La Jonchère-Saint-Maurice | 818 (2013)     | 15,59      | 52 Einw./km²       | 87079      | 87340        |
| Laurière                  | 570 (2013)     | 20,77      | 27 Einw./km²       | 87083      | 87370        |
| Saint-Léger-la-Montagne   | 332 (2013)     | 32,62      | 10 Einw./km²       | 87159      | 87340        |
| Saint-Sulpice-Laurière    | 857 (2013)     | 14,31      | 60 Einw./km²       | 87181      | 87370        |